# Киленин, Григорий Дмитриевич
Киленин Григорий Дмитриевич (около 1741 — после 1799) — офицер Российского императорского флота, участник русско-турецкой войны (1768—1774) годов, русско-шведской войны 1788—1790 годов, Выборгского морского сражения. Георгиевский кавалер. Контр-адмирал, главный командир астраханского порта и командующий каспийской флотилией.

## Биография
Родился около 1741 года в селе Воронье Костромского уезда Костромской провинции. Происходил из дворян Килениных Костромской губернии.
В 1759 году поступил кадетом в Морской шляхетный кадетский корпус. В 1761 году учился во 2-м классе, в астрономии. В 1762 году произведён в гардемарины. В 1762—1766 года проходил корабельную практику на Балтийском море. В 1763 году на 22-пушечном пинке «Лапоминк» совершил переход из Кронштадта в Архангельск. В 1764 году произведён в кадетские подпрапорщики. В 1765 году на 22-пушечном пинке «Наргин» вернулся из Архангельска в Кронштадт. 1 мая 1766 года, после окончания Морского корпуса, произведён в мичманы. Плавал на Балтийском море.
Принимал участие в русско-турецкой войне 1768—1774 годов. Участник Первой Архипелагской экспедиции. В 1769 году на 22-пушечном пинке «Соломбала» в составе эскадры адмирала Г. А. Спиридова, перешёл из Кронштадта в Порт-Магон на о. Менорка. В 1770 году на нанятом английском фрегате «Чернышев» прибыл из Порт-Магона в Ливорно. В 1771 году на 10-пушечном фрегате «Парос» перешёл из Ливорно в Архипелаг, затем плавал до Гибралтара, конвоировал английские и датские транспортные суда. 31 декабря произведён в лейтенанты.

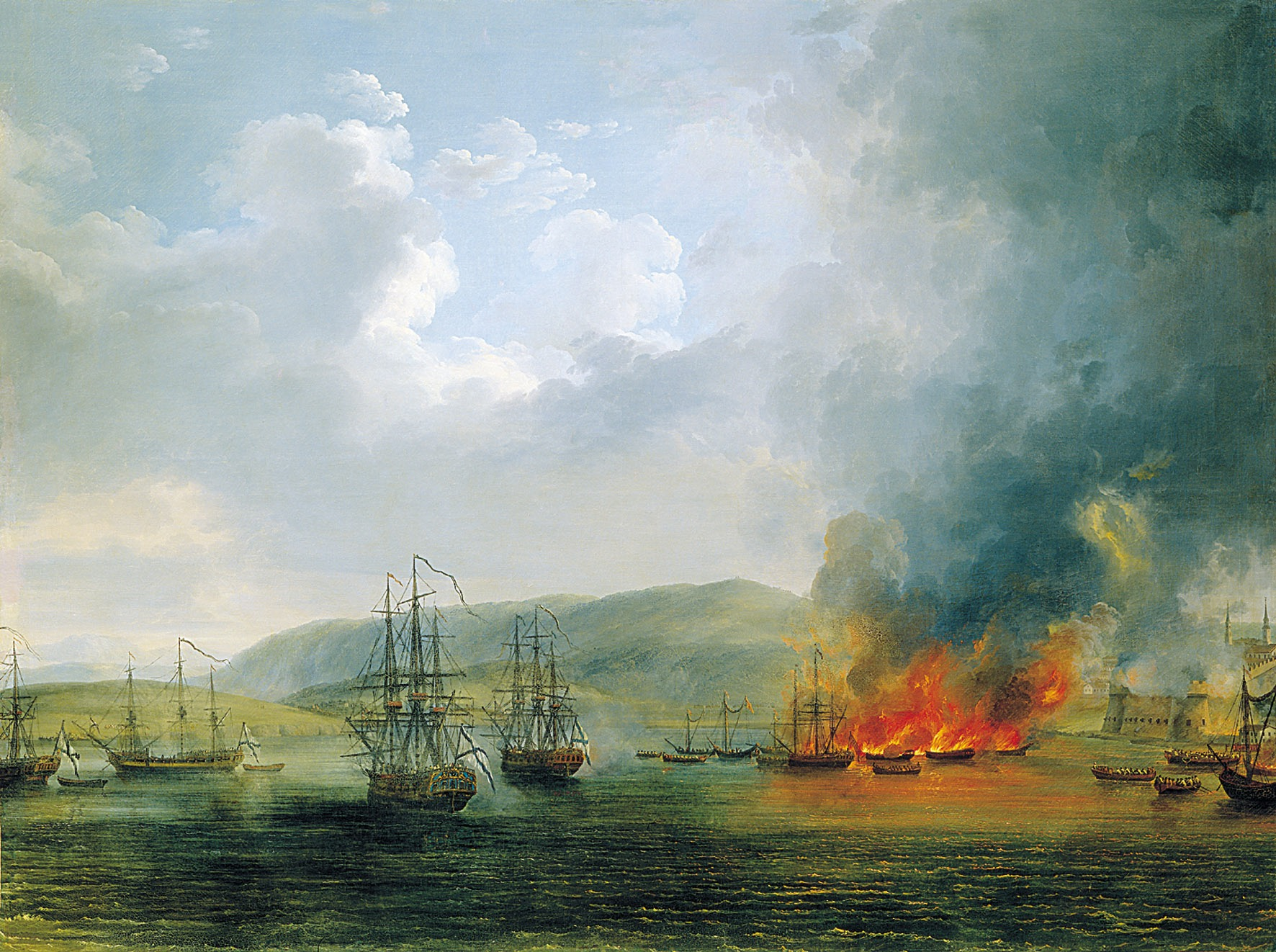
«Второе сражение у бухты Чесма 24 октября 1772 года». Картина Я. Ф. Хаккерта

В 1772—1774 годах крейсировал в Архипелаге. 24 октября 1772 года участвовал в составе эскадры контр-адмирала С. К. Грейга в атаке крепости Чесма. В 1774 году на 22-пушечном пинке «Сатурн», плавал между Ааузой и Ливорно. В 1775 году на 66-пушечном корабле «Граф Орлов» вернулся из Ливорно в Ревель.
В 1776 году был в плавании у Красной горки. 27 апреля 1777 года произведён в капитан-лейтенанты. Командовал 16-пушечным бомбардирским кораблем «Молния» (куплен в Англии в 1771 году) при кронштадтском порте. В 1778 году командовал 10-пушечным брандвахтенным фрегатом «Парос» на кронштадтском рейде. В 1779 году был командирован в Казань, откуда, командуя фрегатом № 2 и двумя ботами, перешел в Астрахань. В 1780 году командовал тем же фрегатом при астраханском порте. В 1781—1782 годах находился в плавании на судах каспийской флотилии, в эскадре капитан-лейтенанта М. И. Войновича, после убытия которого в Санкт-Петербург, временно командовал всей эскадрой.
1 мая 1783 года произведён в капитаны 2 ранга, и переведён из Астрахани в Санкт-Петербург. Командовал 66-пушечным кораблём «Азия» при кронштадтском порте. В 1784 году командуя 74-пушечным линейным кораблём № 2 (позднее названным «Владислав»), совместно с однотипным 74-пушечным кораблём № 1, (позднее названным «Ярослав»), в составе эскадры контр-адмирала В. П. Фондезина, перешел из Архангельска в Кронштадт, затем вторично командирован в Архангельск. В 1785 году командуя 74-пушечным кораблём «Mстислав», в составе отряда контр-адмирала А. Г. Спиридова, перешел из Архангельска в Кронштадт. 26 ноября 1785 года «за совершение 18 кампаний в офицерских чинах» награждён орденом Святого Георгия 4 класса (№ 440).
20 апреля 1786 года определён в должность советника счётной экспедиции. 1 января 1787 года произведён в капитаны 1-го ранга, назначен командиром 74-х пушечного кораблём «Святой Иоанн Богослов», затем командовал линейным кораблём «Победослав» при кронштадтском порте. В 1788 году на том же корабле, в составе эскадры вице-адмирала А. И. Круза, плавал у Красной горки.

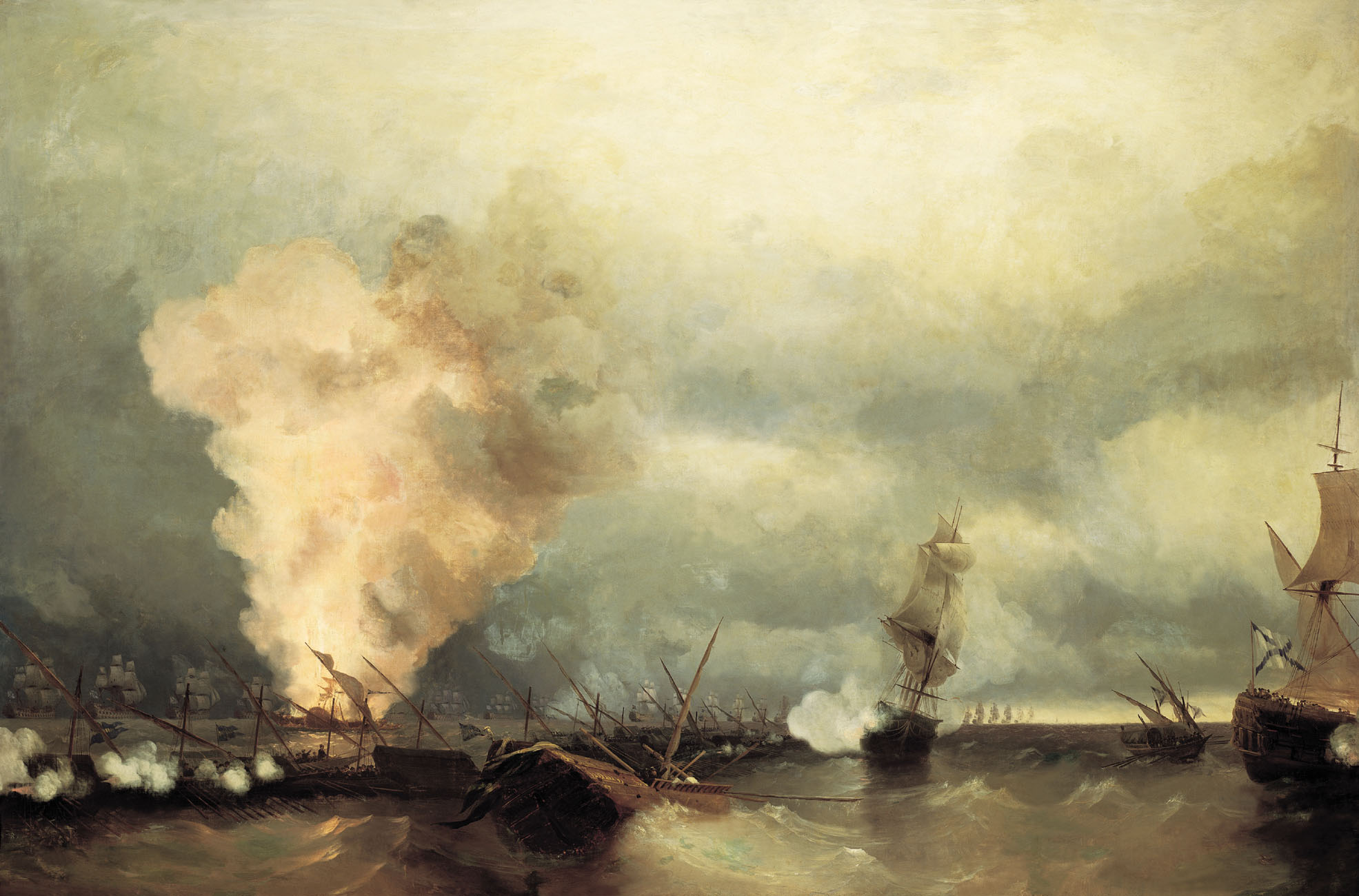
И. К. Айвазовский. Морское сражение при Выборге. 1846.

Участвовал в русско-шведской войне 1788—1790 годов. В 1789 году назначен командиром 66-пушечного корабля «Храбрый», находился при кронштадтском порте. В 1790 году командуя тем же кораблем участвовал в Выборгском морском сражении. 6 июля произведён в капитаны бригадирского ранга. В 1791—1792 годах командовал 74-пушечным кораблем «Святой Пётр» на кронштадтском рейде. В 1793 году назначен командиром 100-пушечного линейного корабля «Святой Николай», плавал с флотом от Кронштадта до Кеге-бухты. В 1794 году командуя тем же кораблем, плавал между Кронштадтом и Ревелем. 1 января 1795 года произведён в капитаны генерал-майорского ранга. Имея брейд-вымпел на том же корабле, командовал эскадрой на кронштадтском рейде, после вступил в должность капитана над кронштадтским портом.
13 мая 1796 года произведён в контр-адмиралы, 22 октября назначен в должность командующего каспийской флотилией. 2 октября 1797 года назначен в должность главного командира астраханского порта и командующего каспийской флотилией. 29 января 1799 года уволен от службы для определения к статским делам.
Киленин Григорий Дмитриевич владел усадьбой Чигиново в Кинешемском уезде Костромской губернии. У него был младший брат — Иван (ок. 1745—1770), военный моряк, гидрограф, мичман, участник русско-турецкой войны (1768—1774).